# Sagesses de l'Égypte antique
Une sagesse (Sebayt) est une forme de littérature de l'Égypte antique. Il s'agit d'un recueil de maximes et de préceptes éthiques et moraux. L'enseignant est généralement un homme expérimenté et avancé en âge. Son auditeur est un jeune homme, généralement son fils. Dix-sept œuvres de ce genre littéraire sont connues pour avoir été rédigées durant l'Égypte antique.

## Enseignements et instructions
Ces œuvres sont également connues sous les appellations « Enseignement de ... » ou « Instruction de ... ».
- Instruction d'Hordjédef
- Instructions pour Kagemni
- Enseignement de Ptahhotep
- Enseignement pour Mérikarê Ier
- Instructions d'Amenemhat
- Instruction d'Ânkhsheshonq
- Enseignement de Khéty
- Enseignement loyaliste
- Enseignement d'un homme à son fils
- Enseignement de la tablette de l'Ashmolean Museum
- Recueils d'aphorismes
- Enseignement d'Ani
- Enseignement du papyrus Chester Beatty 4
- Enseignement d'Amennakht
- Enseignement d'Hori
- Recueil de prohibitions
- Enseignement d'Amenemopet
- Enseignement du papyrus de Brooklyn

On peut aussi considérer comme sagesse les Recommandations aux prêtres, textes gravés dans des temples d'époque gréco-romaine.

## Prophéties
- Prophétie de Néferti
- Oracle de l'agneau